# Sindicato Mexicano de Electricistas
El Sindicato Mexicano de Electricistas (SME) es un sindicato mexicano integrado por trabajadores de la empresa Luz y Fuerza del Centro, trabajadores jubilados, socios comisionados y aspirantes. Lo fundaron oficialmente el 14 de diciembre de 1914 un grupo de trabajadores electricistas de la Mexican Light and Power, trabajadores telefonistas, electricistas privados y trabajadores electricistas, de dicha empresa trasnacional. En el primer comité se eligió a Luis R. Ochoa como Secretario General, a Ernesto Velasco como secretario del interior y a Toribio Torres, como secretario tesorero. La organización adoptó el nombre de Sindicato de Empleados y Obreros del Ramo Eléctrico, mismo que fue cambiado en la segunda asamblea por el de Sindicato Mexicano de Electricistas el 21 de diciembre del mismo año.

## Mexican Light and Power
Durante los últimos años del siglo XIX e inicios del siglo XX comenzó la industria eléctrica en México. En aquellos años el país contaba con pocas plantas generadoras y un reducido número de obreros. No fue sino hasta 1903 cuando la "Mexican Light and Power" (MLP) obtuvo la concesión para explotar los ríos Necaxa, Tenango y Xaltepuxtla, lo que dio un giro considerable a la incipiente industria eléctrica mexicana; la obra hidroeléctrica de Necaxa en 1905 generó una gran cantidad de empleos eventuales muy mal pagados para la construcción y pocos para la operación, pues es una industria propiamente automatizada. Cuando se construyó la planta de Necaxa la Mexican Light and Power contaba ya con las instalaciones de Indianilla -encierro y talleres de los tranvías eléctricos, Verónica -como campamento- y Nonoalco, adquirida a una de las pequeñas empresas establecidas en la Ciudad de México. Así inició en México la generación hidroeléctrica, forma fundamental que se mantuvo durante varios años en la generación de electricidad. La Mexican Light and Power se adueñó del monopolio eléctrico, y compró las empresas que distribuían la electricidad en el centro del país a finales de 1906.
En 1907, la MLP obtuvo la concesión para generar y distribuir electricidad en toda la Ciudad de México y en los estados de México, Puebla, Hidalgo y Michoacán.
A principios del año de 1911 la MLP había creado una enorme red de transmisión y distribuía electricidad en toda la Ciudad de México y en zonas aledañas; contaba con la central hidroeléctrica "El Salto" en Juanacatlán, la interconexión Necaxa – México – El Oro (una línea de 159 km y la otra de 257 km), la central termoeléctrica de Nonoalco, la concesión para el bombeo y provisión de agua potable de la Ciudad de México, la Compañía Eléctrica Irrigadora en el estado de Hidalgo, la central generadora e instalaciones de Juan Salvadores, el proveedor de alumbrado público del ayuntamiento de Amecameca, las centrales de Laguna 1 y 2, Texcapa, con 10 generadores en Necaxa con más de 30 km de túneles, las presas del Tejocotal, Necaxa, y Tenango de las Flores, etc. Se convirtió así en la empresa generadora más grande en América Latina, y contaba además con una capacidad de generación excelente.
Con lo que cambiaron así las condiciones de trabajo en la industria textil -al automatizar e incrementar la velocidad de los telares-, en la industria minera -con iluminación de bombillas eléctricas y bombear las aguas estancadas en su interior- y la vida social de la capital con la luz que alimentaba comercios o centros nocturnos, cafés o cines. una vida social hasta se momento inexistente, claro más para la clase burguesa que para el resto de sus habitantes.

## Liga de Electricistas Mexicanos
La MLP implementó tecnología moderna y contaba con una nueva fuerza de trabajo, pero a la vez fue muy notoria la sobreexplotación de sus trabajadores; la evacuación forzada de la población de Necaxa para la construcción de un vaso, las relaciones obrero-patronales, el bajo salario, inexistente representación laboral, los incontables accidentes y la represión por parte de la policía privada de la Mexican Light and Power para romper todo tipo de organización obrera. Provocaría la organización de sus trabajadores.
A principios del año de 1906 los hermanos Rafael y Silvestre Sánchez, antiguos trabajadores de la Cía. Mexicana de Gas y Luz Eléctrica Limitada, ofrecen su casa como espacio de reunión, ubicada en el callejón de San Juan de Dios n.º 22 en la calle de la Nana, frente a la subestación de tranvías denominada "La Nana", dando así los primeros pasos para la organización y guía de los trabajadores electricistas. La primera de este tipo fue ese mismo año cuando Luís R. Ochoa funda la "Liga de Electricistas Mexicanos". Las propuestas de la liga de electricistas constaban principalmente en la protección y fomento al trabajador; surge así mismo en 1911 el primero órgano periodístico de la Liga de Electricistas Mexicanos "Elektrón" siendo presidente Efraín Pérez González. Sin embargo la empresa despidió a todos los trabajadores que promovieron la organización de los mismos.
Durante los primeros años de la Revolución mexicana, la organización de trabajadores electricistas no tomó ninguna postura importante, a pesar de la privilegiada posición como distribuidora de energía eléctrica a las industrias más importantes de la época, las ciudades más pobladas y el alumbrado público. Para 1913 las relaciones entre obreros y patrones se habían modernizado de acuerdo con los nuevos procesos de generación y transmisión, implementando así nuevas categorías obreras, sin embargo en el plano contractual no había negociación alguna y los despidos de trabajadores, las cargas de trabajo, los bajos salarios y la carencia de herramientas adecuadas continuaron. La MLP contaba también con la compañía de tranvías eléctricos en la Ciudad de México y, ante los rumores de organización obrera en contra de los salarios y las condiciones de trabajo similares a las de los electricistas, puso en marcha sus mecanismos de control entre ellos la policía secreta y despidos.
La liga de Electricistas Mexicanos se disolvió debido a su bajo impacto, los trabajadores buscarían nuevos medios de organización.

## SME 1914-1926
En octubre de 1914, mientras los ataques de las fuerzas Zapatistas y Villistas al gobierno de Venustiano Carranza se hacían más constantes, los trabajadores tranviarios estallaron la huelga en demanda de mejores condiciones de trabajo, el gobierno carrancista, debilitado, no tuvo más remedio que incautar la empresa México Trainways para no abrir un frente civil en la sociedad; sin embargo, durante las negociaciones el gobierno carrancista tuvo que abandonar precipitadamente la capital favoreciendo así la creación del Sindicato de Obreros y Empleados de la Compañía de Tranvías. Motivados por este gran triunfo de los trabajadores tranviarios; los electricistas comenzaron a organizarse; tras varias reuniones secretas en casa de algunos trabajadores finalmente, en la azotea de la subestación "la Nana" el día 13 de diciembre, sale una convocatoria para la formación de un sindicato electricista al día siguiente. Así el 14 de diciembre de 1914 los trabajadores electricistas en compañía de trabajadores telefonistas de La Mexican Telegrahp and Telephone Company y Teléfonos Ericsson se realizó la asamblea constitutiva del "Sindicato de Empleados y Obreros del Ramo Eléctrico"; siendo elegido como Secretario General Luís R. Ochoa, Ernesto Velasco como Secretario del Interior y Antonio Arceo como tesorero, se acordó el porcentaje de cuota sindical y un reglamento interior; siendo asesorados por José Colado, director interno del Departamento de Trabajo. Días más tarde el 21 de diciembre el nombre de la organización cambió a "Sindicato Mexicano de Electricistas" (SME).
El primer medio informativo dentro del SME fue "Rojo y Negro", cuyo primer desplegado fue el 14 de diciembre de 1915.
El SME, en comparación con ferrocarrileros o textileros no tenía experiencia; las nuevas tecnologías, condiciones de trabajo y sobre todo la Revolución Mexicana cambió la postura de muchas organizaciones obreras; mientras unas decidieron apoyar al carrancismo, otras luchaban por ser reconocidas por las empresas y otras, como los telefonistas y los electricistas del SME se ocupaban en consolidarse a sí mismos en lucha por la bilateralidad; es decir mientras los ferrocarrileros buscaban una alianza con el Estado, el SME a pesar de su privilegio como generador de energía no buscó una alianza gubernamental, sino que de inmediato buscó mejorar sus condiciones salariales y laborales. Las demandas principales eran: aumento de salarios, jornada máxima de ocho horas, pago extra por trabajo extra y desaparición de los cuerpos de seguridad de las empresas.
La huelga inició el 19 de enero de 1915, la Mexican Telegraph and Telephone se declaró dispuesta a negociar las demandas de los trabajadores, sin embargo no estaría dispuesta a reconocer al sindicato como organización; la huelga se mantuvo. Días después la empresa contrató nuevos trabajadores, sin embargo, las fuerzas armadas de la Convención salieron de la Ciudad de México expulsadas por los carrancistas, el SME lanzó una propuesta al nuevo gobierno, la incautación de la empresa telefónica; misma que fue cedida a la administración del Sindicato Mexicano de Electricistas el día 6 de febrero después de que la empresa se negara a negociar.
En cuanto al emplazamiento en contra de la Ericsson, el acuerdo no fue firmado hasta el mes de marzo produciéndose despidos de trabajadores, provocaciones y fricciones diversas entre la gerencia y el SME.
En el caso de la Mexican Light and Power, el SME logró casi todas sus demandas, a excepción del reconocimiento de la organización sindical por parte de la empresa, la desaparición de la policía privada y el salario especial a trabajadores.
La represión se hizo presente una vez más el día 22 de marzo de ese mismo año con el despido injustificado de todos los miembros que formaron parte de las comisiones de negociación; ese mismo día las fuerzas convencionistas entraron de nuevo a la capital, sin embargo en esta ocasión no intervinieron en el conflicto entre el sindicato y la empresa; estalló nuevamente la huelga aunque no en su totalidad el 25 de marzo por incumplimiento del pacto firmado y por despidos injustificados. La huelga se generalizó totalmente hasta el desfile del primero de mayo cuando se solicitó la extradición del gerente de la Ericsson; finalmente este se vio forzado a negociar la reinstalación de los trabajadores despedidos, sin embargo en la Mexican Light and Power no fue así. La empresa retuvo el sueldo de los trabajadores sindicalizados y contrató aprendices con la finalidad de sustituirlos, el resultado fue un número incalculable de despidos. A la una de la mañana del 4 de mayo, por motivo de la huelga, dejaron de funcionar las bombas de aguas negras, de agua potable, el transporte colectivo, y el servicio eléctrico. El presidente convencionista Roque González Garza, intervino y propuso un pacto entre sindicato y empresa el cual consistía en reintegrar los sueldos, reacomodo de los despedidos y despido a quien maltratara a los trabajadores.
En cinco meses de actividad el SME realizó dos huelgas en las que logró mejorar las condiciones laborales, salarios, jornada laboral, evitado despidos y la incautación de la Mexican Telegraph and Telephone sesionando en un antiguo salón alquilado llamado "Salón Star".
El 11 de agosto de 1915 se solicita a la Mexican Light and Power, con la insistencia del pago en oro nacional por motivo de la constante devaluación e inflación, mismo que es rechazado e inicia una nueva huelga el día 13 del mismo mes; el 20 de agosto se pactan los aumentos tal como el SME los había solicitado y se mantiene el principio de pago en oro o equivalente.
Al inicio del año 1916, el gobierno carrancista decretó la obligación de todos los sindicatos a informar acerca de sus sesiones, intentando formar una organización nacional de trabajadores y por la preocupación de aquellos que, como el SME, habían ignorado los pactos a nivel estatal y se regían como fuerza independiente de los bandos armados como la COM, (Casa del Obrero Mundial) que arrastró a sus trabajadores a conformar los llamados "Batallones Rojos" para combatir a las fuerzas de Villa y Zapata. El 8 de marzo el Secretario General del SME, Ángel Frutos, fue arrestado y en su lugar tomó el cargo Ernesto Velasco. Así mismo se cambia el dinero por el nuevo dinero "carrancista infalsificable" y se retira el oro de circulación. El 17 de mayo la Federación de Sindicatos Obreros del D.F. se lanza a exigir a los propietarios, gerentes y patrones a respetar los pactos negociados con los trabajadores desde la última semana de 1914, es decir el pago de salario en oro o equivalente en moneda, sin embargo a pesar de varios días de negociaciones no se respetan dichos pactos, no se llega a un acuerdo y nace una nueva amenaza de huelga. Suspenden sus labores las compañías de luz, tranvías y teléfonos. Ante esto el poder Ejecutivo Federal lanza una amenaza bajo penas de severos castigos a los trabajadores por lo que se reanudan a los dos días todas las labores.
A pesar del acoso carrancista, el SME negociaba con la MLP las jubilaciones después de 35 años de servicio cubiertos consecutivamente y aumento de salario. Posteriormente el día 27 de julio, ante el incumplimiento de la empresa en cuanto a la forma del pago a los trabajadores trajo como consecuencia el paro de las plantas eléctricas de Necaxa, Nonoalco, Indianilla y San Lázaro, paralizando las grandes industrias del Distrito Federal incluyendo la fábrica de municiones del gobierno carrancista. Debido a esto se acusó de traición a los huelguistas diciendo que apoyaban a las fuerzas militares extranjeras afirmando que estas manipulaban los sindicatos. Nonoalco, Indianilla y Necaxa fueron de inmediato ocupadas por militares. En el mes de agosto Venustiano Carranza ordena la clausura del Salón Star; sede de las oficinas del SME, arresta a los comités de huelga y al Secretario General Ernesto Velasco sentenciándolo a muerte por alta traición y rebelión, poco después la pena cambió por la de 20 años de prisión; es liberado hasta el 18 de febrero de 1918. En septiembre, un mes después de la huelga, Carranza publicó un decreto donde se concedía por obra gubernamental, el pago a los trabajadores a base de oro nacional o su equivalente en billetes infalsificables. Ahora era el gobierno de la revolución quien lo decidía sin presiones, no lo imponían los obreros. El 5 de febrero de 1917 Venustiano Carranza proclama la Constitución.
El 5 de septiembre de 1917 se firma junto a la Mexican Light and Power aspectos que se pidieron en luchas anteriores: antigüedad y aptitudes para ocupar las vacantes, ajuste del salario, incapacidad, servicio médico, indemnización a incapacidades permanentes, establecimiento de 8 horas de trabajo y capacitación de personal entre otras.
A partir de 1918, el SME atravesaría grandes penurias económicas y sociales debido a la derrota sufrida en 1916 y la represión carrancista, el cierre del Salón Star, encarcelamiento de algunos miembros sindicalizados, renuncias de miembros del Comité Central, endeudamientos en diferentes salones en donde el SME trataría de sesionar, etc. Ante el peligro de la disolución de la organización se convoca a elecciones en 1926 resultando electo como Secretario General una vez más Luis R. Ochoa y José Cabral como tesorero; quien inicia una campaña de recapitalización del sindicato.

## Primera sede sindical
En el año 1926 ocupando la Secretaría General Mateo Huarte se analizó por primera vez la posibilidad del sindicato de adquirir un inmueble propio, mediante una solicitud a la empresa Mexican Light and Power de $30000 se adquiere en el mes de abril de 1927 una propiedad en la calle República de Colombia número 9, después de cubrir en su totalidad la deuda, el inmueble pasaría a propiedad del Sindicato Mexicano de Electricistas el 1 de mayo de 1927. Con la compra de este edificio el sindicato instala sus oficinas, espacios para impartir clases de inglés, aritmética, álgebra, instrucción primaria, geometría, dibujo y electricidad; se crea la cooperativa para trabajadores y se funda lo que hasta la actualidad es el órgano oficial del SME, la revista "LUX". Para este año, el SME y la MLP, tenían reconocidos varios beneficios para los trabajadores; entre otros la contratación colectiva, los derechos de antigüedad, la jornada de ocho horas y la compensación por incapacidad ocurrida en horas de trabajo.
En el salón de asambleas, el 12 de junio de 1935, a iniciativa del SME surge el Comité Nacional de Defensa Proletaria, organismo precursor de la Confederación de Trabajadores de México (CTM).

## Huelga de 1936, el Contrato Colectivo y el derecho a la jubilación
Dada la creciente demanda, a principios de los años treinta la Mexican Light and Power Company se ve obligada a elevar la capacidad de la planta de Necaxa y a modernizar las de Nonoalco y Tepéxi, en esos años, adquirió la planta hidroeléctrica de Río Alameda, la Compañía de Luz y Fuerza de Toluca, la de Temascaltepec y la de Cuernavaca. En 1935 el General Lázaro Cárdenas del Río, con base en el decreto del 29 de diciembre de 1933, promulga la ley para la creación de la Comisión Federal de Electricidad; aunque no fue si no hasta agosto de 1937 que inició sus labores, misma que había sido pospuesta por varias circunstancias económicas y políticas, ya que desde el 30 de abril de 1926, el Ejecutivo Federal expidió el Código Nacional Eléctrico que dio al gobierno federal la jurisdicción de reglamentar, regular y vigilar la generación de energía eléctrica, además de declararla como exclusiva del Estado, pudiendo así reglamentar el otorgamiento de concesiones a la generación privada. En ese momento la capacidad instalada en el país era de 629.0MW, y en los primeros años de la CFE solo aumentó a 681.0MW, debido a que las empresas privadas suspendieron sus planes de expansión.
Por su parte la MLP, era administrada para ese entonces por el ingeniero Frederick Winsiow Taylor, conocedor de modernos métodos de administración aplicaba sin embargo el despotismo en sus relaciones laborales, llegando a ser esclavisantes. En 1931 se crea la Ley del Trabajo, lo que le permitió al SME consolidar y enriquecer lo logrado hasta ese año respaldándose ahora en la figura jurídica del Contrato Colectivo de Trabajo. El primer contrato colectivo del SME se firmó el 15 de marzo de 1932, el Secretario General era José Vicente Arias Prieto; se consideró por primera vez el sistema de escalafón y constó de 55 cláusulas organizadas en 14 apartados: 
- Disposiciones generales
- Salarios
- Horas de trabajo
- Intensidad y calidad del trabajo
- Movimientos de personal
- Centrales y subestaciones
- Aprendices
- Cambios de nómina
- Compensación por antigüedad
- Permisos y faltas de asistencia
- Descansos y vacaciones
- Accidentes y enfermedades no profesionales
- Accidentes y enfermedades profesionales
- Cláusulas diversas.

El 30 de abril de 1934, Francisco Breña Alvirez, Secretario General en ese entonces, firmó con un total de 81 cláusulas, el segundo CCT; mismo que añadió antigüedad y trabajadores para obra determinada.

"...con fecha 1 de mayo se firmó el Contrato Colectivo actualmente en vigor, y del cual creemos poder estar satisfechos, ya que por él hemos logrado no solo ventajas económicas, sino de principio, principalmente en lo que respecta a las relaciones entre Compañía y trabajadores." Francisco Breña Alvirez

A diferencia de organizaciones como la CROM, dirigida por Luis N. Morones o la CGT, constituido principalmente por trabajadores tranviarios, cuya ideología era la llamada "acción directa", el "todo o nada" en la lucha por sus demandas, como expresión de su anarcosindicalismo, el SME se mantuvo alejado de la política y buscó la obtención de pequeñas y grandes conquistas laborales, así como reducir y limitar el poder de la empresa eléctrica extranjera sobre las condiciones de trabajo. Debido a esto lograron mantener cierta democracia y rotación a la hora de elegir a sus dirigentes y evitar así el que un Secretario General perpetuara en el cargo.
El 30 de abril de 1936, la vigencia del Contrato Colectivo de Trabajo terminó y la empresa y el sindicato no llegaron a un acuerdo; el SME pedía para sus trabajadores el derecho a servicio médico y aumento en las pensiones sobre todo; y se oponía a la separación de trabajadores técnicos, argumentando que la empresa se encontraba en una excelente situación financiera debido a la reciente implementación de tecnología de punta; sin embargo la empresa se negó a todas las peticiones del sindicato además de pretender eliminar las jubilaciones.
La huelga estalló el 16 de julio encabezada por Francisco Breña Alvírez y Manuel Paulín, secretario del trabajo; el servicio eléctrico fue suspendido en la Ciudad de México y zonas cercanas con la excepción de hospitales, instalaciones hidráulicas, alumbrado público y edificios públicos, no hubo cines, tranvías ni actividad industrial, además del apoyo de los sindicatos que operaban las centrales eléctricas en el interior del país ya que votaron una huelga de solidaridad a nivel nacional. La CTM y el Partido Comunista Mexicano apoyaron también, la única organización de trabajadores que no se sumó a la huelga fue la CROM, que pidió un arbitraje obligatorio en caso de huelga en los servicios públicos a pesar de que la Junta de Conciliación y Arbitraje declaró la huelga legal y por lo tanto existente.
Luego de 10 días, la empresa aceptó las 107 cláusulas propuestas por el SME, pagando los salarios caídos de los días que la huelga duró; el contrato conquistado sirvió de precedente para otros sindicatos, la Junta de Conciliación y Arbitraje aprobó una iniciativa de la CTM para que los trabajadores de las industrias afectadas por la huelga recibieran el pago íntegro de sus salarios. Además del mayor logro conseguido por la clase obrera hasta el momento, el derecho a huelga, la aceptación de todas las cláusulas propuestas y la cláusula 64 referida al derecho a la jubilación.
El nuevo contrato permitió una mejor organización del trabajo, una nueva estructura organizativa de la empresa, la definición de zonas de trabajo determinadas geográficamente, una estructura de puestos establecida por los escalafones y las definiciones de las labores por cada departamento.

## Actual sede sindical
A principios de 1936, al SME adquirió el terreno de la calle Artes número 45 (hoy Antonio Caso) en la colonia Tabacalera, con la idea de construir un nuevo edificio sindical ya que el de la calle Colombia, número 9 ya era insuficiente. Después de la huelga de 1936, se convocó a un concurso ganado por Enrique Yáñez miembro de la Unión de Arquitectos Socialistas y la Liga de Escritores y Artistas Revolucionarios (LEAR), en colaboración con Ricardo Rivas para el diseño del nuevo edificio. Considerado como una de las mejores expresiones arquitectónicas del estilo funcionalista en México, es inaugurado el 15 de julio de 1941 por el entonces Secretario General Francisco Sánchez Garnica y el presidente Manuel Ávila Camacho. Construido sobre una superficie de 1560 m² de terreno contó con: servicio médico con todas las especialidades, sanatorio, escuela para 200 alumnos, biblioteca para 30000 volúmenes, editorial e imprenta, cooperativa de consumo, gimnasio, sala de asambleas con aforo para 1000 butacas equipada con aparatos de cine sonoro, un casino obrero y oficinas administrativas del comité central.
En 1939 un equipo de artistas como Luis Arenal Bastar, Antonio Pujol, Josep Renau, Manuela Ballester, Antonio Rodríguez Luna y Miguel Prieto, encabezados por David Alfaro Siqueiros llevan a cabo un vitral donde se celebra a Thomas Alva Edison. Además de un enorme mural realizado por David Alfaro Siqueiros llamado Retrato de la burguesía donde plasmó ideas como la guerra y el fascismo; ambas obras aún se conservan.
La sede sindical contaba también con el auditorio que llevó el nombre "Teatro de las Artes" (hoy Breña Alvirez), en donde impartía clases el director teatral Seki Sano y como maestra de ballet clásico Anna Sokoloff.

## 1960 nacionalización de la industria eléctrica
Al finalizar el año de 1958 el gobierno mexicano tenía el problema de que la organización de la industria eléctrica para servicio público constituía realmente un obstáculo para el libre desarrollo de su política económica y social. No era posible elaborar y poner en marcha un programa nacional de electrificación con miras al aprovechamiento lógico e integral de los recursos naturales, humanos técnicos y financieros existentes. El hecho de que las empresas privadas fueran concesionarias para la prestación del servicio público en grandes extensiones territoriales y en los principales núcleos de población del país, aunado a la naturaleza propia de la libre empresa, provocó que la Comisión Federal de Electricidad, en lugar de planear y desarrollar un programa nacional, se haya visto obligada a destinar la mayor parte de sus recursos a la construcción de plantas generadoras y líneas de transmisión, que venían a resolver problemas que se planteaban en las zonas concesionadas a las empresas y que estas no podían o no querían resolver.
Al mismo tiempo, las empresas para sacar mayores utilidades, sobrecargaban sus instalaciones hasta niveles fuera de toda técnica, emplazaban en lo posible los mantenimientos, efectuaban las reposiciones de equipo hasta mucho después de su vida útil, exponiendo con frecuencia la seguridad y continuidad del servicio; y, frenando por otra parte la expansión de sus sistemas de distribución, pues solo se dedicaban a ampliar sus instalaciones cuando se habían acumulado suficientes solicitudes de servicio que garantizaran rendimientos adecuados; además de un importante desperdicio de recursos naturales, y tarifas muy altas para el consumidor.
El 27 de septiembre de 1960 el presidente Adolfo López Mateos anunció la nacionalización de la industria eléctrica mediante la compra de las dos principales empresas eléctricas extranjeras que operaban en México. En el mes de abril adquirió la propiedad total de la American and Foreign Power Company, cuya administración quedó a cargo de la Nacional Financiera. Pero en el caso de la Mexican Light and Power, el gobierno mexicano solo adquirió el 91% de las acciones comunes y el 73% de las acciones preferentes. El resto de las acciones, así como la propiedad en bienes y derechos de esta corporación permaneció en manos de particulares fundamentalmente extranjeras; por lo que el presidente López Mateos elevó a rango constitucional la exclusividad de la Nación en la prestación del servicio público de energía eléctrica con la modificación al párrafo sexto del artículo 27 constitucional. La nacionalización de la industria eléctrica, resolvió una serie de necesidades del desarrollo económico y social del país, ya que era evidente el descontento popular formado a lo largo de los años en contra de las empresas eléctricas privadas.

"Al tomar posesión la nación mexicana de la Compañía de Luz, se consuma un largo esfuerzo desarrollado por el pueblo de México para tener en sus manos la energía eléctrica que en el país se produce por manos de mexicanos."
Adolfo López Mateos

La empresa Mexican Light and Power cambió de nombre en 1963 por el de la Compañía de Luz y Fuerza del Centro (CLFC); aunque no se había finiquitado al 100%. El Secretario General del Sindicato Mexicano de Electricistas en ese entonces fue Luis Aguilar Palomino; mismo que estuvo a lado del presidente López Mateos durante el mitin en el zócalo capitalino la mañana del 27 de septiembre de 1960, quien más tarde, durante la asamblea en la sede sindical y contando aún con la compañía del presidente exclamaría ante el júbilo de los trabajadores electricistas:

"Los trabajadores del Sindicato Mexicano de Electricistas continuaremos siendo insobornables defensores de la nacionalización...queremos seguir llevando a cabo un servicio social, extendiendo el servicio eléctrico a todo el país, para impulsar hasta el máximo desarrollo económico de México".
Sindicato Mexicano de Electricistas, XLVIII Aniversario de la Nacionalización de la Industria Eléctrica, (Septiembre de 2008) México D. F. Archivo histórico del SME.

En el momento en que el gobierno mexicano adquirió en su totalidad los bienes de la Mexican Light and Power, ahora Compañía de Luz y Fuerza del Centro en 1963 constaban de:
| Tipo                                    | Ubicación                   | Capacidad |
| --------------------------------------- | --------------------------- | --------- |
| Planta hidroeléctrica Necaxa            | Necaxa, Puebla              | 115000 kW |
| Planta hidroeléctrica Tepexic           | Necaxa, Puebla              | 45000 kW  |
| Planta hidroeléctrica Patla             | Necaxa, Puebla              | 45600 kW  |
| Planta hidroeléctrica Tezcapa           | sistema Necaxa, Puebla      | 5365 kW   |
| Planta hidroeléctrica Lerma             | Contepec, Michoacán         | 79.945 kW |
| Planta hidroeléctrica Villada           | Nicolás Romero, México      | 1280 kW   |
| Planta hidroeléctrica Fernández Leal    | Nicolás Romero, México      | 1280 kW   |
| Planta hidroeléctrica Tlilan            | Nicolás Romero, México      | 680 kW    |
| Planta hidroeléctrica Juandó            | Tetepango, Hidalgo          | 3600 kW   |
| Planta hidroeléctrica Cañada            | Tetepango, Hidalgo          | 1215 kW   |
| Planta hidroeléctrica Alameda           | Malinalco, México           | 8880 kW   |
| Planta hidroeléctrica Las Fuentes       | Cuernavaca, Morelos         | 264 kW    |
| Planta hidroeléctrica Temascaltepec     | Temascaltepec, México       | 2336 kW   |
| Planta hidroeléctrica Zictepec          | Tenango del Valle, México   | 384 kW    |
| Planta hidroeléctrica Zepayautla        | Tenancingo, México          | 664 kW    |
| Planta hidroeléctrica San Simón         | Tenancingo, México          | 2540 kW   |
| Central termoeléctrica Ing. Jorge Luque | Tultitlan, Estado de México | 148400 kW |
| Planta termoeléctrica Nonoalco          | Ciudad de México            | 92500 kW  |
| Planta termoeléctrica Tacubaya          | Ciudad de México            | 30900 kW  |

Capacidad total de generación:
• 584,995 kW
- 3337 km de líneas de transmisión.
- 2 subestaciones transformadoras: Cerro Gordo, Estado de México y El Salto, Puebla con capacidad conjunta de 400000 kW.
- 38 subestaciones.
- 11,300 km de líneas de baja tensión.

## Zona de influencia y primera liquidación
La Compañía de Luz y Fuerza del Centro tuvo a su cargo el Distrito Federal, Estado de México, Hidalgo, Puebla, Morelos, algunas zonas de Michoacán, Guerrero y Veracruz; es decir toda la zona central del país, misma que resalta en importancia política, económica y con la mayor concentración de población. Ante la nueva situación y la existencia de dos paraestaltales dedicadas a la generación y distribución de energía eléctrica, se inició el proceso de creación de un solo organismo encargado de la industria eléctrica en el país; el sindicato de trabajadores de la CFE el (STERM) buscó unificar a todos los electricistas para que laboraran para la Comisión Federal de Electricidad, que todos fueran miembros de un solo sindicato a nivel nacional y que existiera un solo contrato colectivo de trabajo; por lo que la misma organización cambió de nombre a Sindicato Único de Trabajadores Electricistas de la República Mexicana (SUTERM), sin embargo el Sindicato Mexicano de Electricistas se negó, ante la aparente corrupción de los líderes del SUTERM y la destitución y posterior expulsión de su líder demócrata Rafael Galván en condiciones poco claras; ante esta situación, el presidente Luis Echeverría Álvarez autorizó que la Compañía de Luz y Fuerza del Centro fuera puesta en liquidación a tan solo 10 años de existencia para facilitar su incorporación a CFE, limitando su desarrollo se le prohibió a la CLFC, construir plantas generadoras de electricidad, y con ello, se impidió su propio crecimiento y desarrollo económico. Sin embargo el SME se opuso radicalmente y se inició un largo proceso que a la larga llegó a un estancamiento de varios años.
En 1985, la zona de influencia de la CLFC fue reducida en casi el 50% por el presidente Miguel de la Madrid Hurtado, beneficiando a la CFE principalmente en los estados de Michoacán y Guerrero. 
El presidente Carlos Salinas de Gortari, plantea en 1989 una reforma a la Ley del Servicio Público de Energía, con la cual se prevé que el Ejecutivo Federal disponga la constitución, estructura y funcionamiento del servicio que venía proporcionando la "Compañía de Luz y Fuerza del Centro en liquidación". Finalmente el 9 de febrero de 1994 emite un decreto por medio del cual crea "Luz y Fuerza del Centro" como un organismo público descentralizado, con personalidad jurídica y patrimonio propio conformado por el que tenían las Compañías de Luz en liquidación.

## Elecciones internas 2009
Los procesos electorales del año 2009, que incluyeron el cargo de Secretario General se llevaron a cabo el mes de julio, fue uno de los procesos electorales más cerrados en la historia de la organización; la planilla número 1 encabezada por el saliente Secretario General Martín Esparza Flores se impuso por 352 votos, de un total de 43 mil sufragios a la planilla opositora encabezada por el entonces tesorero de la organización Alejandro Muñoz; lo que bastó para la reelección de Esparza Flores en la secretaría general por dos años más. Sin embargo, su oponente no aceptó el resultado e inició una demanda ante la Secretaría del Trabajo y la Junta Federal de Conciliación y Arbitraje contra Esparza Flores, por presuntas irregularidades en el proceso electoral interno; meses después, sería destituido como tesorero del sindicato, por faltas a los estatutos sindicales, por no presentar su informe laboral, por ser acusado de robo de 23 millones de pesos, complicidad con un asaltante en un centro de pago a trabajadores, de haber sido financiado por Cesar Nava, presidente del partido Acción Nacional y por incitar a la liquidación a los trabajadores. Junto con él fueron también destituidos sus más cercanos colaboradores, el procurador, Mario Anselmo García Carmona y al secretario de actas y acuerdos, Margarito López Ortega. Posteriormente la Secretaría de Trabajo y Previsión Social, negó el trámite conocido como "toma de nota" a Esparza Flores, por supuestas irregularidades en el proceso electoral, aunque fue reconocido legalmente semanas después.

## Extinción de Luz y Fuerza
Ante la prohibición de generar electricidad a la empresa ahora llamada Luz y Fuerza del Centro, se le obligó a comprar electricidad a Comisión Federal de Electricidad y venderla al usuario a un precio menor del que la compraba; se dictaminó a la empresa en bancarrota por lo que se decretó su liquidación el 11 de octubre de 2009 y se dejó a cargo del servicio eléctrico a la Comisión Federal de Electricidad. Uno de los principales argumentos para la extinción de la paraestatal fue el subsidio de más de 40 mil millones de pesos vía impuestos que se le otorgaban anualmente a la empresa responsabilizando a los trabajadores y al Sindicato principalmente. Se despidieron a más de 44 mil trabajadores del SME calificándolos como ineficientes, adjudicándoles los problemas financieros que atravesaba la empresa, de privilegiados con salarios muy altos y un contrato colectivo exagerado; aun cuando el Sindicato demostró que, los sueldos de toda la plantilla de trabajadores no representaban ni el 15% del total facturado por la empresa, y además que las causas de los problemas financieros de la empresa se debían a la corrupción de los cargos superiores, a adeudos de industrias, empresas privadas, dependencias gubernamentales, universidades, bancos y municipios, entre otros, con alto nivel de consumo, morosidad de pagos y la compra de energía en bloque a CFE. 
Entre otras pruebas; el Sindicato demostró además que el promedio salarial de los trabajadores sindicalizados es de 6 mil pesos y, en contraste, algunos puestos de confianza y exfuncionarios de la Dirección general de Luz y Fuerza, recibían pensiones de alrededor de 150 mil pesos con posibilidad de jubilación en muy pocos años de trabajo.
| Instancia gubernamental             | Adeudo por consumo eléctrico (en millones de pesos) |
| ----------------------------------- | --------------------------------------------------- |
| Poder Legislativo                   | 4.1                                                 |
| PGR                                 | 1.5                                                 |
| Servicio de agua potable            | 7.6                                                 |
| STC-Metro                           | 16.6                                                |
| INEGI                               | 4.4                                                 |
| Secretaría de Desarrollo Social     | 1.3                                                 |
| Cancillería                         | 1.5                                                 |
| Secretaría de salud                 | 1.1                                                 |
| Secretaría de Seguridad Pública     | 1.2                                                 |
| Ayuntamientos del Estado de México  | 1816                                                |
| Ayuntamientos del Estado de Hidalgo | 316.3                                               |
| Ayuntamientos del Estado de Morelos | 232                                                 |

| Año  | Compra de energía a CFE (en millones de pesos) | Venta de energía al usuario (en millones de pesos) |
| ---- | ---------------------------------------------- | -------------------------------------------------- |
| 2006 | 44,107                                         | 40,627                                             |
| 2007 | 47,723                                         | 40,700                                             |
| 2008 | 46,408.2                                       | 31,916.6                                           |
| 2009 | 46,343                                         | 31,663.3                                           |

| Puesto                                       | Salario (en activo) | Pensión mensual | Tiempo trabajado   |
| -------------------------------------------- | ------------------- | --------------- | ------------------ |
| Ex subdirector de recursos humanos           | $49,245             | $149,245        | 11 años seis meses |
| Excontralor interno                          | $33,608             | $120,501        | 9 años un mes      |
| Exdirector general                           | -                   | $103,923        | 4 años siete meses |
| Asesor de la dirección general               | -                   | $37,279         | 2 años siete meses |
| Auxiliares técnicos de proyecto              | -                   | $63,7           | Menos de 5 años    |
| Subdirección de abastecimiento de transporte | -                   | $59,000         | Menos de 5 años    |
| Coordinación de proyectos institucionales    | -                   | $37,919         | Menos de 5 años    |
| Secretaria del gerente de producción         | -                   | $37,752         | Menos de 5 años    |

| Puesto de alto mando                       | Mensual    | Anual       |
| ------------------------------------------ | ---------- | ----------- |
| Director general                           | $145,807   | $1,749,684  |
| Subdirector de comercialización            | $145,000   | $1,740,000  |
| Subdirector de planeación estratégica      | $145,000   | $1,740,000  |
| Subdirector de recursos humanos            | $145,000   | $1,740,000  |
| Subdirector de finanzas                    | $145,000   | $1,740,000  |
| Subdirector de fábricas y talleres         | $145,000   | $1,740,000  |
| Subdirector de distribución                | $145,000   | $1,740,000  |
| Gerente de proyectos                       | $145,000   | $1,740,000  |
| Jefe de asuntos jurídicos                  | $145,000   | $1,740,000  |
| Coordinador de seguridad                   | $145,000   | $1,740,000  |
| Contralos interno                          | $140,957   | $1,641,484  |
| 57 puestos de confianza $115,000 mensuales | $6,555,000 | $78,660,000 |
| Titular de quejas                          | $104,534   | $1,254,408  |
| Titular de auditoría                       | $104,534   | $1,254,408  |

El SME de inmediato presentó una solicitud de amparo para que la Junta Federal de Conciliación y Arbitraje no diera por terminadas las relaciones laborales, misma que fue concedida el 7 de noviembre de 2009 y convocó a numerosas marchas a nivel nacional de entre las que resaltan por su gran afluencia las del 15 de octubre, 11 de noviembre del 2009 y 29 de enero del 2010. Sin embargo se le negó la solicitud de una controversia constitucional para revertir el decreto de extinción y el amparo contra la extinción de Luz y Fuerza. Por lo que convocó a una huelga nacional el 16 de marzo a las 12.00, en la que participaron, representantes de derechos humanos, más de 300 organizaciones sindicales y organizaciones internacionales como la Federación Sindical Mundial.

## Huelga de hambre del SME

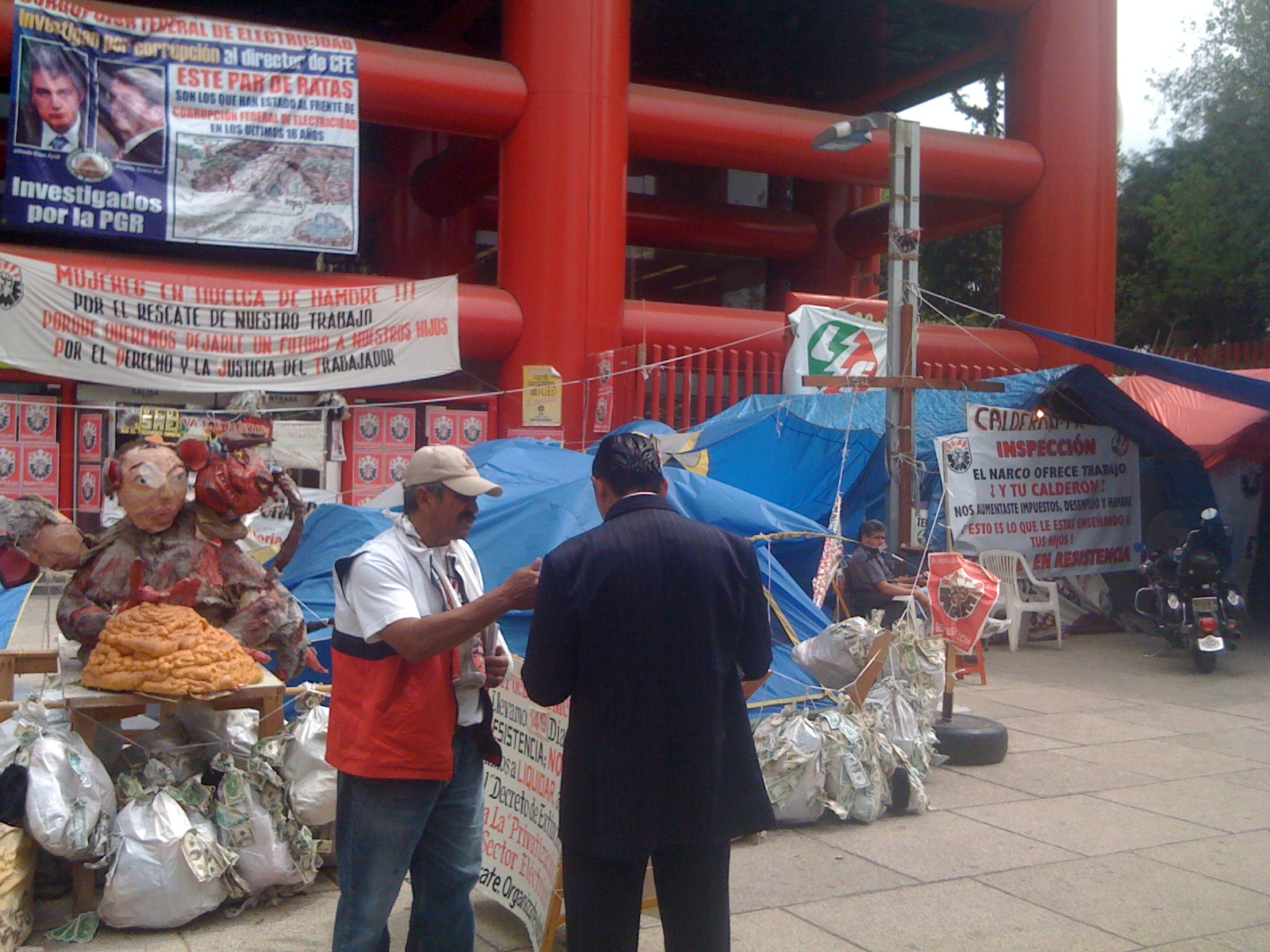
Campamento de las 11 mujeres en huelga de hambre en el edificio de la CFE, la huelga duró 17 días, noviembre de 2009.

Trabajadores pertenecientes al Sindicato Mexicano de Electricistas inician huelga de hambre los días 23 y 24 de noviembre para poder derogar el decreto de extinción de Luz y Fuerza del centro. En un principio iniciaron la huelga 11 mujeres, quienes duraron 17 días en resistencia y se manifestaron en la puerta principal del edificio de la CFE.
Al día siguiente, cinco hombres integrantes del SME iniciaron otra huelga de hambre a las afueras del Palacio Legislativo de San Lázaro, pero pocos días después fueron trasladados junto a las 11 mujeres en el edificio de la CFE.

## Huelga nacional del 16 de marzo de 2010
En punto de las 12.00 del día, el martes 16 de marzo se inició la huelga nacional en México; en defensa de su fuente de trabajo, integrantes del Sindicato Mexicano de Electricistas, encabezados por el Secretario General Martín Esparza y el Comité Central, colgaron banderas rojinegras en todas las instalaciones de Luz y Fuerza. Sin embargo, las guardias que se mantenían en todos los centros de trabajo de la empresa Luz y Fuerza fueron retirados el jueves 18 de marzo por instrucciones del Comité Central del SME, debido a numerosos actos de represión por parte del gobierno federal por medio de la PF. Se reportaron golpes, granadas de gas lacrimógeno, disparos al aire, acoso, persecución, detenciones, invasión en domicilios tanto de integrantes del Sindicato, sobre todo de la familia del Secretario General Martín Esparza, como de personas que habitan cerca de algún centro de trabajo; sobre todo en Hidalgo y en el Estado de México, además de un herido de bala en la subestación Estadio en Toluca.

### Ciudad de México
Después de tomar las instalaciones centrales de Luz y Fuerza, alrededor de 15 mil personas se desplazaron a las oficinas de la Secretaría de Trabajo en Paseo de la Reforma, acompañados también de trabajadores y profesores de las secciones 18 de Michoacán, 22 de Oaxaca y 3 de Baja California exigiendo la renuncia del secretario de trabajo Javier Lozano, a quien responsabilizaron de llevar una "mala conducción" en las políticas laborales del país. Diputados del Partido del Trabajo y algunos del Partido de la Revolución Democrática tomaron la tribuna de la Cámara de Diputados colocando banderas rojinegras logrando que se incluyera en la agenda del día tratar el conflicto del SME; sin embargo, cuando llegó el momento de discutirlo, los diputados de Acción Nacional y Revolucionario Institucional abandonaron el salón de plenos; con este semivacío haciendo imposible la toma de algún acuerdo. Estudiantes del CCH Oriente marcharon para bloquear un carril principal de la entrada a la Carretera México-Puebla y estudiantes del CCH Vallejo bloquearon la avenida de Cien Metros.
Se registraron agresiones de los miembros de la Policía Federal a miembros del SME, en las instalaciones de Cables Bolívar, en donde guardería y la escuela primaria Simón Bolívar, tuvieron que ser desalojadas por causa de las seis granadas de gases lacrimógenos que la PFP lanzó contra los manifestantes. Llegando incluso a afectar gravemente a un niño de dos meses de edad que dormía en su domicilio cercano a la zona del enfrentamiento; se reportaron 500 niños afectados.

### Hidalgo
Se registraron agresiones a los miembros del SME en el Estado de Hidalgo, en la subestación de electricidad de Juandho en donde hubo tres manifestantes heridos. Horas después las compuertas de un canal de aguas negras fueron abiertas y 
se inundaron las instalaciones de Luz y Fuerza.
Un día después, el 17 de marzo; la Policía Federal irrumpió agresivamente las viviendas de algunos miembros del Sindicato Mexicano de Electricistas; inexplicablemente y causando muchos destrozos, entraron en los domicilios buscando a los dirigentes del Comité Central del sindicato en la comunidad Gregorio Paredes y Pablo Esparza Flores hermano de Martín Esparza Flores; además de la retención de 120 miembros más en las respectivas instalaciones de Luz y Fuerza en donde se encontraban haciendo guardia.
Juandhó, de donde es originario Martin Esparza, Secretario General del SME, fue prácticamente sitiado por la PF, que ordenó que se suspendiera el servicio de energía eléctrica, hubo patrullajes, sobrevuelos de helicópteros policiacos y militares; tres trabajadores fueron detenidos y golpeados, gran número de casas fueron cateadas sin orden judicial.

### Estado de México
En Toluca se registró una marcha por alrededor de mil integrantes del SME; no se reportaron incidentes en la colocación de banderas rojinegras en las estaciones termoeléctricas y subestaciones en 12 municipios del Estado. Sin embargo el día 18 de marzo, la PFP desalojó violentamente los campamentos en las subestaciones eléctricas de Cerro Gordo, Ecatepec y Estadio, reportándose en esta última, un miembro del SME herido de bala. En Cuautitlán un hijo de trabajador de Luz y Fuerza fue increpado por elementos policiacos y personal de la CFE por impedir que la Comisión realizara cambio de postes, el joven se identificó como Miguel Armando Xolalpa.

### Puebla
Se registraron en Puebla manifestaciones de una gran cantidad de organizaciones civiles; como el Frente de Organizaciones Sindicales, Sociales, Campesinas, Indígenas y Estudiantiles de la Región de Tehuacán (FOSSCIERT) quienes exigieron la revocación del decreto de extinción de Luz y Fuerza; la Unión Popular de Vendedores Ambulantes “28 de Octubre” (UPVA), el grupo del Consejo Democrático Magisterial Poblano (CDMP) y Frente Regional de Pueblos en Defensa del Agua y la Tierra.
En Nuevo Necaxa, Puebla, lugar del complejo hidroeléctrico Necaxa, reconocido como "La cuna de la Industria Eléctrica", se llevaron a cabo manifestaciones por parte de la población, pues un 80% de ellos dependía directamente de la empresa y los pueblos circunvecinos indirectamente, llegando a un clímax el 5 de noviembre de 2009, cuando la población en repudio al decreto de extinción de LFC, llevó la manifestación a la carretera Federal México-Tuxpan; en represalia el gobierno envió a miles de Federales, quienes ante la unión de los pobladores y de los poblados vecinos, terminaron llegando a un diálogo con los representantes del SME Div. Necaxa. Tiempo después de manera arbitraria hubo detenciones con cargos ficticios de los líderes del SME regional Domingo Aguilar Vázquez, detenido 4 días en el penal de San Miguel, en la ciudad de Puebla y Miguel Márquez Ríos, detenido con un operativo de más de 150 elementos de la PFP, AFI, Policía Ministerial del La Procuraduría General De Justicia Del Estado De Puebla, Policía Estatal y Municipal, durante 2 años en el mismo penal.

### Guerrero
En Guerrero, aunque no es zona de influencia del Sindicato Mexicano de Electricistas se registraron manifestaciones en Acapulco, por seguidores de Andrés Manuel López Obrador, la Confederación de Jubilados, Pensionados y Adultos Mayores de la República Mexicana, Movimiento Nacional en Defensa del Petróleo, la Economía Popular y la Soberanía Nacional, de la Coordinadora Estatal de Trabajadores de la Educación en Guerrero (CETEG), la Organización Autónoma Vicente Guerrero, el Frente Popular Revolucionario (FPR) y la Red Nacional de Ciudadanos y Organizaciones por la Democracia; y en Chilpancingo, organizaciones sociales; que en solidaridad con el SME, los mineros de Cananea, Sombrerete y Taxco exigieron solución a los conflictos laborales, la revocación del decreto de extinción de Luz y Fuerza y la baja de tarifas de la Comisión Federal de Electricidad.

### Chiapas
En Chiapas, donde tampoco es zona de influencia del SME se registraron bloqueos de integrantes del Sindicato Nacional de Trabajadores de la Educación (SNTE) sección 7 en los municipios de Tuxtla Gutiérrez, Villaflores, San Cristóbal de las Casas, Tapachula, Comitán, Pichucalco, El Bosque, Motozintla y las oficinas de la Secretaría Estatal de Educación en la capital.

### Michoacán
Cerca de 10 mil profesores, directivos, administrativos y jefes de área del Sindicato Nacional de Trabajadores de Educación (SNTE) de la sección XVIII, tomaron las instalaciones de la oficina estatal de finanzas (rentas) en apoyo al Sindicato Mexicano de Electricistas.

### Oaxaca
La Sección 22 del SNTE bloquearon al menos en 15 de las principales localidades, centros comerciales y edificios públicos de la entidad oaxaqueña exigiendo solución al conflicto de la compañía de Luz y Fuerza del Centro, además de que alrededor de 7 mil trabajadores de la educación se trasladaron a la Ciudad de México para participar en las manifestaciones del Sindicato Mexicano de Electricistas.
En la Ciudad de Oaxaca participaron en las movilizaciones alrededor de 50 mil trabajadores del Instituto Estatal de Educación Pública de Oaxaca (IEEPO) y del Consejo de Pueblos en Defensa de la Tierra y del Territorio; fueron bloqueados los cruceros de Viguera, el Aeropuerto, el crucero del Monumento a Juárez, el Cinco Señores, las Plaza comerciales Del Valle, Oaxaca y Oaxaca Bonita, edificios públicos, la Unidad Administrativa del gobierno del estado, la Secretaría de Desarrollo Social, la de Comunicaciones y Transportes, la de Finanzas y la Procuraduría de Justicia; casetas de cobro en San Pablo Huitzo y la región de Valles Centrales. 
En ciudades como Huajuapan de León, Juxtlahuaca, Putla de Guerrero, Tlaxiaco, Nochixtlàn, Teotitlàn, Cuicatlán, Huautla de Jiménez, Tuxtepec, Loma Bonita, Valle Nacional, Matías Romero, Juchitán, Salina Cruz, Tehuantepec, Bahías de Huatulco, Pochutla, Puerto Escondido, Río Grande, San Gabriel Mixtepec, Jamiltepec, Pinotepa Nacional, entre otras, se registraron bloqueos en carreteras federales y estatales, así como tomas de edificios públicos.

## Secretarios generales
| - Luis R. Ochoa Rivera. (1914, 1926, 1927 y 1933) - Ernesto H. Velasco. (1915, 1916) - Carlos Butt Smith. (1915) - Enrique Guzmán. (1915-1916) - Luis Harris Clark. (1916) - Ángel Frutos Bonilla. (1916) - Enrique Reyes L. (1916-1917) - Delfino Revilla Rodríguez. (1917) - Conrado Castro Chavert. (1917) - Salvador Celis Gutiérrez. (1918-1920) - Ponciano Solís. (1921-1923) - Ramón Rosales. (1923-1924) - Felipe Bustos Romero. (1924-1925) - Mateo Huarte Galindo. (1925-1926) - Madriguel Romero Arenas. (1927-1928) - Carlos Padilla García. (1928-1930) - Teodoro Lozano Valtierra. (1930-1931) - José Vicente Arias Prieto. (1931-1932) | - Luis Espinoza Casanova. (1933-1934) - Francisco Breña Alvirez. (1934-1936) - Manuel Paulin Ortiz. (1936-1938) - David Roldán Gallardo. (1938-1940) - Francisco Sánchez Garnica. (1940-1942) - Juan José Rivera Rojas. (1942-1952) - Julio Vargas Herrera. (1952) - Guillermo Preciado Gómez. (1952-1954) - Agustín Sánchez Delint. (1954-1959) - Luis Aguilar Palomino. (1959-1969) - Jorge Torres Ordóñez. (1969-1977) - José María Téllez Rincón. (1977-1979) - Manuel Fernández Flores. (1979-1983) - Jorge Tapia Sandoval. (1983-1987) - Jorge Sánchez García. (1987-1993) - Pedro Castillo Medellín. (1993-1997) - Rosendo Flores Flores. (1997-2005) - Martín Esparza Flores. (2005-actual) |